# سينجوندو مفونجي
سينجوندو مفونجي (1952 - 12 نوفمبر 2013) سياسي تنزاني وعضو في المؤتمر الوطني للبناء والإصلاح - ماجوزي. ترشح مفونجي كمرشح رئاسي عن المجلس القومي للحقوق الدستورية وميجوزي في انتخابات ديسمبر 2005 بدعم من أربعة أحزاب سياسية أخرى، حيث احتل المركز الخامس من بين عشرة مرشحين، وحصل على 55.819 صوتًا (0.43٪).
توفي في المستشفى في عام 2013 متأثرا بجروح أصيب بها عندما تعرض منزله في مبيزي لهجوم من قبل لصوص قبل تسعة أيام من وفاته.